# Mistrzostwa Świata w Kolarstwie BMX 2009
14. Mistrzostwa świata w kolarstwie BMX 2009 odbyły się w australijskim Adelaide, w dniach 20-26 lipca 2009 roku. W programie znalazło się osiem konkurencji: wyścig elite i juniorów oraz cruiser elite i juniorów, zarówno dla kobiet jak i mężczyzn. W klasyfikacji medalowej zwyciężyli reprezentanci Kolumbii zdobywając łącznie trzy medale, w tym dwa złote.

## Medaliści
| Konkurencja:          | Złoto:             | Srebro:             | Brąz:              |
| Klasyfikacja mężczyzn |                    |                     |                    |
| Elite                 | Donny Robinson     | Mike Day            | Ramiro Marino      |
| Cruiser               | Ivo van der Putten | Sander Bisseling    | Vincent Pelluard   |
| Juniorzy              | Sam Willoughby     | Andre Fosså Aguiluz | Antony Dean        |
| Cruiser juniorzy      | Joris Daudet       | David Oquendo       | Renato Rezende     |
| Klasyfikacja kobiet   |                    |                     |                    |
| Elite                 | Sarah Walker       | Eva Ailloud         | Arielle Martin     |
| Cruiser               | Sarah Walker       | Manon Valentino     | Vilma Rimšaitė     |
| Juniorki              | Mariana Pajón      | Merle van Benthem   | Maartje Hereijgers |
| Cruiser juniorki      | Mariana Pajón      | Maartje Hereijgers  | Ashley Verhagen    |

## Tabela medalowa
| Miejsce | Państwo           | Złoto | Srebro | Brąz | Razem |
| ------- | ----------------- | ----- | ------ | ---- | ----- |
| 1       | Kolumbia          | 2     | 0      | 1    | 3     |
| 2       | Nowa Zelandia     | 2     | 0      | 0    | 2     |
| 3       | Holandia          | 1     | 3      | 1    | 5     |
| 4       | Francja           | 1     | 2      | 1    | 4     |
| 5       | Stany Zjednoczone | 1     | 1      | 2    | 4     |
| 6       | Australia         | 1     | 0      | 1    | 2     |
| 7       | Norwegia          | 0     | 1      | 0    | 1     |
| 8       | Argentyna         | 0     | 0      | 1    | 1     |
|         | Brazylia          | 0     | 0      | 1    | 1     |
|         | Litwa             | 0     | 0      | 1    | 1     |